# Конаре, Альфа Умар
Альфа Умар Конаре (фр. Alpha Oumar Konaré, род. 2 февраля 1946, Каес, Мали) — малийский государственный и политический деятель, президент Мали (1992—2002).
В 1978—1980 гг. — министр по делам молодёжи, спорта, искусств и культуры. В 1981—1992 гг. — консультант ЮНЕСКО и Программы развития ООН. Избран после проведения свободных выборов военным правительством Амаду Тумани Туре.
Первая половина правления Конаре прошла под знаком восстания туарегов на севере Мали, которые в 1994 году получили поддержку Ливии. На стороне правительственной армии воевали местные ополченцы из числа оседлого населения. В 1996 году путём переговоров удалось достичь мира. Правительство Конаре обещало лучше обеспечивать туарегов гуманитарной помощью, были ещё даны обещания экономического характера, однако фактически ничего не было сделано. Это привело впоследствии к новым туарегским восстаниям.
Под влияние туарегского восстания была инициирована административная реформа, которая была завершена только в 1999 году. Было создано 682 новых управленческих единицы — «коммуны» или «округа», которым была передана часть полномочий центральных органов власти. «Коммуны» получили на своём, местном уровне полномочия в вопросах землепользования, школьного образования и медицины, транспорта.
В конце правления, в 2001 году пытался организовать референдум о поправках в конституцию, которые позволили бы ему баллотироваться на третий срок, однако это ему не удалось.
Находился на посту два срока, после этого новым президентом был избран Амаду Тумани Туре.
В 1999—2001 гг. — председатель экономического сообщества западноафриканских государств. В 2003—2008 гг. Конаре занимал пост председателя комиссии Африканского союза.
В сентябре 2021 года Альфа Умар Конаре был экстренно госпитализирован в Марокко в больницу имени Шейха Зайда в Рабате.